# Ernst Richard Dietze
Ernst Richard Dietze (* 29. Februar 1880 in Obermeisa bei Meißen; † 30. Januar 1961 in Traunstein) war ein deutscher Maler. Er gilt als einer der Dresdner Spätimpressionisten.

## Leben
Ernst Richard Dietze besuchte die Kunstgewerbeschule und Kunstakademie in Dresden, wo er u. a. Schüler von Leon Pohle, Carl Bantzer und Gotthardt Kuehl war. Nach längeren Studienaufenthalten im Inland (Berlin und München) sowie in Paris machte er sich in Dresden selbstständig. Er nahm am Ersten Weltkrieg teil. 
Sein Atelier befand sich in der Dresdener Ostbahnstraße 28, wo es beim Bombenangriff am 13./14. Februar 1945 zerstört wurde.
Zum 1. Mai 1933 trat Dietze der NSDAP bei (Mitgliedsnummer 2.982.385). Von 1935 bis 1945 war er Professor für Radierung an der Kunstakademie. Nach Kriegsende wurde er als nationalsozialistisch belastet entlassen. Er ließ sich in Bayern nieder.
Zu seinen Schülern zählten u. a. Hans Neubert und Liesel Fischer.

## Werke (Auswahl)
Dietze malte Landschaften (insbesondere von Dresden und dem Elbtal), Porträts und Figurenbilder. Neben Ölbildern schuf er auch Aquarelle und Radierungen. Sein Stil wurde vor allem von Gotthardt Kuehl beeinflusst.
- Früher Tag, 1909
- Eisenbahnbrücke bei Niederwartha (1911, Stadtmuseum Dresden)
- Hornist, 1913
- Porträt des Dresdner Bildhauers Selmar Werner, Öl auf Leinwand, 1938, Stadtmuseum Bautzen
- Pirnaischer Platz in Dresden (Öl auf Leinwand, vor 1914, Stadtmuseum Dresden)
- Damenbildnis (Öl auf Leinwand, 95 × 70 cm, vor 1924; Galerie Neue Meister Dresden)[3]
- Bildhauer Arthur Lange (um 1930, Öl)[4]
- Sächsische Landschaft, Öl
- Winterabend, Öl

## Ausstellungen (Auswahl)
Ab 1908 zeigte Dietze seine Werke wiederholt bei den Ausstellungen der Berliner und Münchener Secessionen, des Deutschen Künstlerbunds und der Künstlervereinigung Dresden. Auch auf den Leipziger Jahresausstellungen war er vertreten.
- 1909: Sonderausstellung Ernst Burmester, Ernst Richard Dietze, Carl Brose. 6. Januar bis Mitte Februar 1909. Galerie Pietro del Vecchio, Leipzig.[5]
- 1916: Dresden, Galerie Ernst Arnold („Zweite Ausstellung Dresdner Künstler die im Heeresdienst stehen“)
- 1930: Dresden, Brühlsche Terrasse („Dresdner Kunst 1930“)-

Für die Zeit des Nationalsozialismus ist bis 1943 die Teilnahme an 13 Ausstellungen nachgewiesen, darunter 1935 die „Dresdner Kunstausstellung“ mit mehreren Kriegsskizzen.